# Diocese de Krishnagar
A Diocese de Krishnagar (Latim:Dioecesis Krishnagarensis) é uma diocese localizada no município de Krishnagar, no estado de Bengala Ocidental, pertencente a Arquidiocese de Calcutá na Índia. Foi fundada em 1855 pelo Papa Pio IX como Missio Sui Iuris de Bengala Central, sendo elevado a prefeitura apostólica em 1870 e a diocese em 1886. Com uma população católica de 66.800 habitantes, sendo 0,5% da população total, possui 21 paróquias com dados de 2020.

## História
Em 1855 o Papa Pio IX cria a Missio Sui Iuris de Bengala Central a partir do território do então Vicariato Apostólico de Bengala Ocidental. Em 1870 a missão sui iuris é elevada a Prefeitura Apostólica de Bengala Central. Em 1886 a prefeitura apostólica é elevada a Diocese de Bengala Central. Em 1887 tem seu nome alterado para Diocese de Krishnagar. Em 1889 a Diocese de Krishnagar perde território para a formação da então Prefeitura Apostólica de Assam. Em 1927 perde novamente território, dessa vez para a formação da Diocese de Dinajpur.

## Prelados
A seguir uma lista de bispos desde a criação da missão sui iuris em 1855, em 1870 é elevada a prefeitura apostólica e em 1886 a diocese.
|                                             | Nome                            | Período      | Notas                                   |
| Bispos                                      | Bispos                          | Bispos       | Bispos                                  |
| ------------------------------------------- | ------------------------------- | ------------ | --------------------------------------- |
| 8º                                          | Nirmol Vincent Gomes, S.D.B.    | 2022 - atual |                                         |
| 7º                                          | Joseph Suren Gomes, S.D.B.      | 2002 - 2019  |                                         |
| 6º                                          | Lucas Sirkar, S.D.B.            | 1984 - 2000  | Nomeado arcebispo coadjutor de Calcutá  |
| 5º                                          | Matthew Baroi, S.D.B.           | 1973 - 1983  | Faleceu no cargo                        |
| 4º                                          | Louis La Ravoire Morrow, S.D.B. | 1939 - 1969  | Nomeado bispo de Valliposita na Espanha |
| 3º                                          | Stephen Ferrando, S.D.B.        | 1934 - 1935  | Nomeado bispo de Shillong               |
| 2º                                          | Santino Taveggia, P.I.M.E.      | 1906 - 1927  | Nomeado bispo de Dinajpur em Bangladesh |
| 1º                                          | Francesco Pozzi, P.I.M.E.       | 1886 - 1905  | Faleceu no cargo                        |
| Prefeitos apostólicos                       |                                 |              |                                         |
| 2º                                          | Francesco Pozzi, P.I.M.E.       | 1879 - 1886  | Nomeado bispo dessa diocese             |
| 1º                                          | Antonio Marietti, P.I.M.E.      | 1870 - 1878  |                                         |
| Eclesiásticos superiores de Bengala Central |                                 |              |                                         |
| 2º                                          | Luigi Limana, P.I.M.E.          | 1865 - 1870  | Faleceu no cargo                        |
| 1º                                          | Albino Parietti, P.I.M.E.       | 1855 - 1864  | Faleceu no cargo                        |
| Administradores apostólicos                 |                                 |              |                                         |
| 2º                                          | Thomas D´Souza, S.D.B.          | 2019 - 2022  |                                         |
| 1º                                          | Matthew Baroi, S.D.B.           | 1970 - 1973  | Nomeado bispo dessa diocese             |